# Catostylus cruciatus
Catostylus cruciatus är en manetart som först beskrevs av René-Primevère Lesson 1830.  Catostylus cruciatus ingår i släktet Catostylus och familjen Catostylidae. Inga underarter finns listade i Catalogue of Life.